# Miki Tokuchika

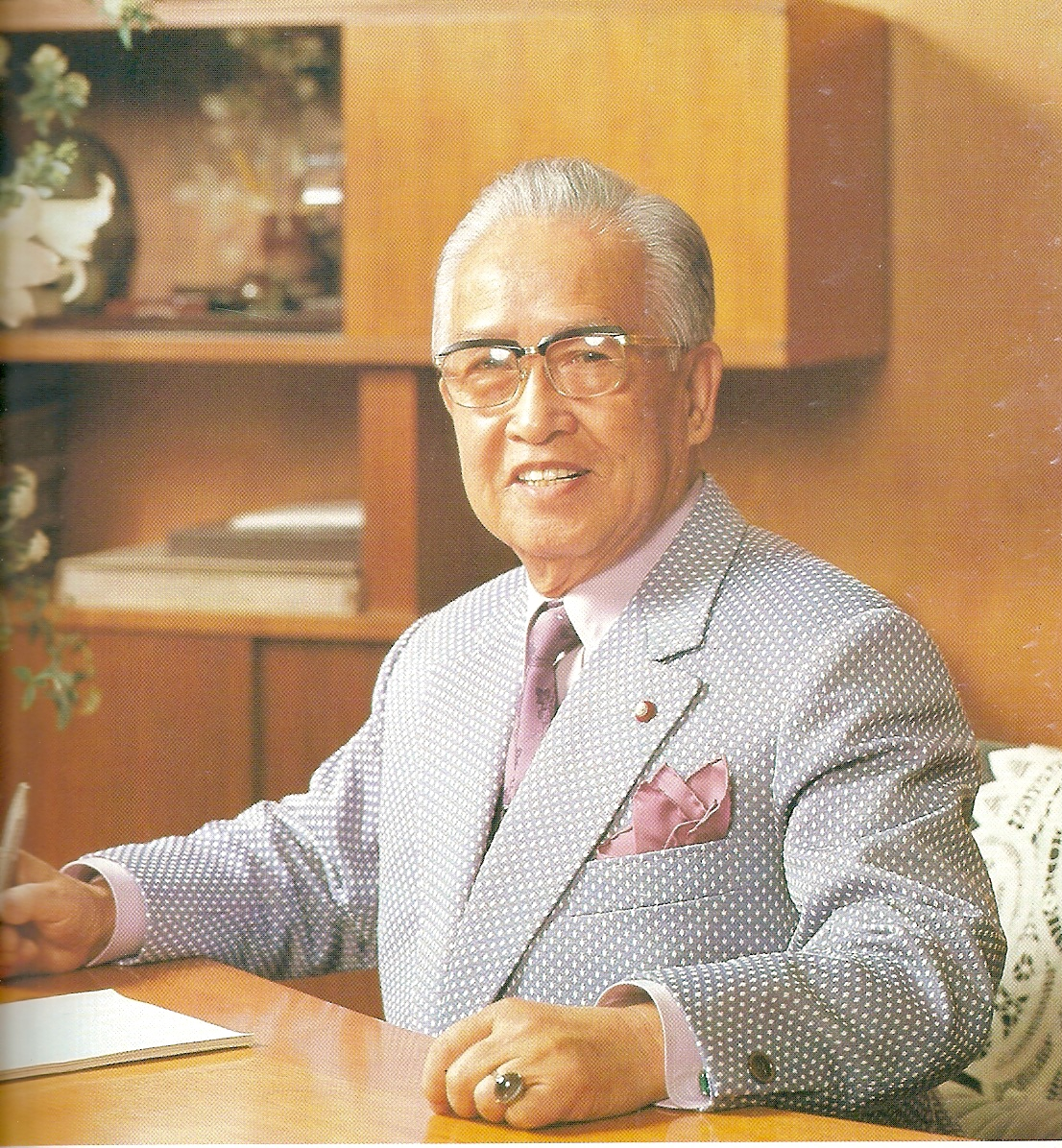
Miki Tokuchika

Miki Tokuchika (japanisch 御木 徳近; geboren 8. April 1900 in Ebara (Präfektur Ehime); gestorben 2. Februar 1983) war ein japanischer religiöser Führer und Gründer des PL Kyōdan.

## Leben und Wirken
Miki Tokuchika war Sohn von Miki Tokuharu (御木 徳一; 1871–1938), eines vormals buddhistischen Priesters der Ōbaku-Sekte. Beide wurden dann Anhänger einer religiösen Sekte, die 1912 von Kaneda Tokumitsu (金田 徳光; 1863–1919) unter dem Namen „Tokumitsukyō“ (徳光教), „Lehre des Tokumitsu“, gegründet worden war. Die Miki-Familie führte Kanedas Lehre nach dessen Tod fort, änderten aber die Bezeichnung in „Hito no michi kyōdan“ (人の道教団) – „Religionsgemeinschaft Weg des Menschen“.
Unter der vom Militarismus bestimmten Regierung in den späten 1930er Jahren kamen Tokuharu und Tokuchika ins Gefängnis; die Religionsgemeinschaft wurde aufgelöst. Nach Ende des Pazifikkriegs konnte Tokuchika 1946 die Religionsgemeinschaft wieder gründen, und zwar, um der Gemeinschaft einen westlichen Anstrich zu geben, unter dem heutigen Namen PL Kyōdan – „Perfect Liberty Kyōdan“.
1951 war Tokuchika an der Gründung der „Vereinigung der Neuen Religionen“ beteiligt. Er hinterließ zahlreiche Schriften, darunter „Jinsei wa geijutsu dearu“ (人生は芸術である) – „Ein Menschenleben ist ein Kunstwerk“, publiziert 1960, und „Kokoro o moeyasu – imēji o motte ikiyo“ (心を燃やす イメージを持って生きよ), „Das Herz brennen lassen – lebe mit einem Bild“, 1981.